# Du som vill Herren tjäna
Du som vill Herren tjäna är en gammal psalm i 8 verser av Haquin Spegel. Psalmen baseras på Konung Davids 112:e psalm. "En förmaning til GUDs tienare, at the fliteligen prisa GUD." Psalmen har samma melodi som Lustig af hiertans grunde  (nr 345).
Psalmen inleds 1695 med orden:
Tu som wil HErran tiena
I sann gudachtighet:

## Publicerad som
- Nr 90 i 1695 års psalmbok under rubriken "Konung Davids Psalmer".